# Un candidat au poil
Pour plus de détails, voir Fiche technique et Distribution.
Un candidat au poil (The Shaggy D. A.) est une comédie américaine de Robert Stevenson sortie en 1976. C'est une adaptation du roman de Felix Salten, Le Chien de Florence (1923).
Le studio Disney avait déjà adapté ce roman en 1959 avec Quelle vie de chien ! et a recommencé avec un téléfilm Un chien peut en cacher un autre (1994).

## Synopsis
Wilby Daniels est maintenant un avocat à succès qui est marié à Betty; ils ont un fils nommé Brian. De retour de vacances dans la ville de Medfield, la famille découvre qu'ils ont été dépouillés de presque tous leurs biens. Wilby accuse le procureur de district local John Slade qui est réputé pour avoir des liens avec le crime organisé, en particulier avec propriétaire de l'entrepôt Edward "Fast Eddie" Roshak. Après avoir été cambriolé une deuxième fois plus tard dans la nuit (avec leur voisin amiral de la Marine, Gordon C. Brenner), Wilby jure de se présenter comme procureur de district pour sécuriser à nouveau sa ville.
Pendant ce temps, les deux voyous qui avaient volé les Daniels, Freddie et Dip, observent l'anneau Borgia au musée local et supposent qu'il pourrait rapporter une grosse somme, alors ils le volent. L'anneau n'est pas très beau avec un scarabée dessus et ne peut être mis en gage qu'auprès d'un maladroit vendeur local de crème glacée, Tim, qui est le propriétaire d'un grand chien de berger anglais nommé Elwood. Tim pense qu'il donnera la bague à sa petite amie Katrinka, une star locale de roller derby et assistante pâtissière.
Alors qu'il s'habille en vue d'une émission télévisée en direct pour annoncer sa candidature, Wilby entend un rapport sur le vol de la bague Borgia. Il se fige de terreur, puis révèle son ancien secret métamorphe à sa femme, qui est certaine que son histoire ne peut pas être vraie. Il l'avertit que si l'inscription sur l'anneau ("In canis corpore transmuto") [Je transmute dans le corps d'un chien] est prononcée à haute voix, il se transformera en un chien hirsute. 
Quelques instants avant les débuts en direct à la télévision de Wilby, Tim découvre l'inscription sur la bague et la lit à haute voix, faisant disparaître Elwood – pour réapparaître quelques instants plus tard alors qu'il reprend le corps de Wilby. Quelques instants avant que les caméras ne tournent, Brian remarque que des cheveux hirsutes poussent partout sur son père, qui réagit avec horreur, alors qu'il se rend compte qu'il se transforme en Elwood le chien hirsute. Il se précipite hors de la maison loin des caméras sous sa forme de chien et confond brièvement Tim, qui ne comprend pas pourquoi son chien Elwood peut soudainement parler. Le sort s'estompe et Wilby, qui a retrouvé sa forme humaine, est déterminé à trouver la bague alors qu'il fait face à la perspective d'être un candidat aux yeux du public sachant qu'il pourrait se transformer en chien à tout instant.
Bientôt, les craintes de Wilby se réalisent lorsque Katrinka reçoit la bague et qu'une fois de plus l'inscription est lue, alors que il prononce un discours public dans un club de jardinage pour femmes (les Marguerites). Betty l'avertit de son état hirsute une fraction de seconde avant que sa forme canine ne devienne apparente à tous et crée une quasi-émeute en essayant de s'échapper. Une fois de plus, Tim retrouve Wilby sous la forme d'Elwood et est convaincu que son chien qui parle pourrait rapporter des millions ; lorsque Tim s'éloigne momentanément, Wilby revient à sa forme humaine, laissant un Elwood silencieux déconcertant Tim davantage. Pendant ce temps, Raymond, un agent de John Slade, le rival de Wilby, devient soupçonneux et se demande pourquoi Wilby n'arrête pas de disparaître.
La traque désespérée pour retrouver la bague mène à Katrinka, qui semble l'avoir perdue dans une cuve de garniture pour tarte aux cerises destinée à une collecte de fonds organisée par John Slade. Offrant une récompense à qui trouvera la bague, Katrinka et ses collègues se lancent dans une course folle pour la retrouver qui dégénère finalement en une bataille de tartes à grande échelle. Dans le tohu-bohu, la bague se retrouve une nouvelle fois entre les mains des voyous locaux qui tentent cette fois de la faire passer à un policier sous couverture. De nouveau entre les mains du musée, l'inscription est lue à haute voix ; au milieu du commissariat, Wilby (qui était arrivé pour confirmer que la bague avait été retrouvée) se transforme à nouveau en Elwood. Cette fois, l'agent de Slade fait le rapporchement lorsqu'il entend le conservateur du musée expliquer le pouvoir réputé de l'anneau et comment son prédécesseur (du premier film) lui a raconté l'histoire d'un jeune homme qui s'était transformé en chien de berger il y a des années.
Slade, informé de cette faiblesse chez son rival, est d'abord dubitatif mais il invite ensuite Wilby dans son bureau pour tester sa théorie. Il conseille à Wilby de retirer sa campagne. Wilby refuse et dit à Slade que lorsqu'il sera élu, il fera enquêter sur ses relations avec le monde criminel. Slade révèle alors qu'il a la bague. En lisant l'inscription, Slade est ravi de voir Wilby Daniels se transformer en chien hirsute sous ses yeux et appelle la fourrière locale. Wilby s'échappe en entendant Slade répéter l'inscription plusieurs fois, ce qui garantit que le sort ne se dissipera pas et qu'il sera piégé sous la forme d'un chien pendant un certain temps. Slade ignore les avertissements selon lesquels réciter l'incantation trop souvent pourrait provoquer le transfert du sort sur lui et continue de réciter l'incantation encore et encore.
Wilby finit par se déguiser en joueuse de roller derby pour échapper à Slade, qui, en tant que procureur de district, dispose de l'ensemble des forces de police et des agents de la fourrière. Finalement, Wilby est attrapé et emmené à la fourrière locale, où il est capable de comprendre les autres chiens, qui s'allient pour l'aider à s'échapper.
Avec l'aide de Brian et Tim (qui pense toujours que son chien Elwood peut parler jusqu'à ce que Wilby lui dise la vérité sur ce qui s'est réellement passé), Wilby obtient la preuve que John Slade est lié au crime organisé. Wilby et Tim piègent Slade pour qu'il se présente à l'entrepôt de Roshak, et Wilby utilise un magnétophone pour collecter des informations qui confirment les méfaits de Slade. Avec l'aide de ses amis chiens de la fourrière, il parvient également à récupérer la bague auprès de John Slade, qui a malheureusement lu l'inscription à haute voix tellement de fois que la malédiction lui est maintenant transmise, le faisant se transformer en bouledogue. Enfin, Wilby est élu procureur de district, Slade est arrêté par la police pour excès de vitesse et est apparemment emprisonné (bien que cela ne soit jamais révélé à l'écran), et Tim se fiance avec Katrinka. Ensemble, ils adoptent les amis chiens de Wilby de la fourrière.

## Fiche technique
- Titre original : The Shaggy D.A.
- Titre français : Un candidat au poil
- Réalisateur : Robert Stevenson, Arthur J. Vitarelli (seconde équipe)
  - Assistant réalisateur : Christopher Seiter, Gary LaPote, Dorothy Kiefer (seconde équipe), John M. Poer (seconde équipe)
- Scénario : Don Tait d'après le roman de Felix Salten, Le Chien de Florence
- Direction artistique : Perry Ferguson, John B. Mansbridge
  - Matte painting : Peter S. Ellenshaw
  - Générique : Guy Deel, Stan Green, Ed Garbet
- Décors : Robert R. Benton
- Costumes : Chuck Keehne, Emily Sundby
- Coiffure : La Rue Matheron
- Maquillage : Robert J. Schiffer
- Cascade : May Boss, Jerry Brutsche, Seven Burnett, Bobby Porter
- Dressage : Henry Cowl, Don Spinney
- Image : Frank V. Phillips, Louis Niemeyer (assistant caméra)
- Effets spéciaux : Art Cruickshank, Danny Lee, Eustace Lycett et Hans Metz
- Son : Herb Taylor (supervision), Frank Regula (mixage)
- Montage : Bob Bring, Norman R. Palmer (image), Evelyn Kennedy (musique), Raymond Craddock (son), George Fredrick (son), Barney Cowl (assistant montage)
- Musique : Buddy Baker
  - Orchestration : Walter Sheets
- Production : Bill Anderson ; Ron Miller (exécutif), Jan Williams (assistant), John D. Bloss (responsable de production), Bill Hutchinson (assistant)
- Société de production : Walt Disney Productions
- Société de distribution :  Buena Vista Distribution Company
- Pays d'origine :  États-Unis
- Langue : Anglais
- Format : Couleurs - 35 mm - 1,85:1 - Son mono (RCA Photophone Sound Recording)
- Genre : Comédie, Fantastique
- Durée : 92 min (1 h 32)
- Dates de sortie : 
  -  États-Unis : 17 décembre 1976
  -  France : 23 août 1978

Sauf mention contraire, les informations proviennent des sources concordantes suivantes : Leonard Maltin, Mark Arnold et IMDb

## Distribution
- Dean Jones (VF : Dominique Paturel) : Wilby Daniels
- Tim Conway (VF : Jacques Balutin) : Tim
- Suzanne Pleshette (VF : Perrette Pradier) : Betty Daniels
- Keenan Wynn (VF : Jean-Henri Chambois) : John Slade
- Jo Anne Worley (VF : Michelle Bardollet) : Katrinta Muggelberg
- Dick Van Patten (VF : Jacques Ferriere) : Raymond
- Shane Sinotku : Brian Daniels
- Vic Tayback (VF : Henry Djanik) : Eddie Roschack
- John Myhers (VF : Claude Bertrand) : l'amiral Brenner
- Richard Bakalyan : Freddie
- Warren Berlinger (VF : Albert Augier) : Dip
- Ronnie Schell (VF : Philippe Dumat) : le directeur de la télé
- Jonathan Daly (VF : Patrick Préjean) : le journaliste télé
- John Fiedler (VF : Guy Piérauld) : Howie Clemmings
- Hans Conried : le professeur Whatley
- Michael McGreevey : Sheldon
- Richard O'Brien : officier de bureau
- Dick Lane : annonceur de la piste de roller
- Benny Rubin : serveur
- Ruth Gillette : président de la chanson
- Hank Jones : officier de police
- Iris Adrian : directrice
- Pat McCormick : barman
- Henry Slate : chauffeur de taxi
- Milton Frome : commissaire-priseur
- Walt Davis : cameraman télé
- Albert Able : technicien télé
- Mary Ann Bibson : marguerite
- Helene Winston : marguerite
- Joan Crosby : marguerite
- Sarah Fankboner : cliente du magasin
- Danny Wells : officiel de la police
- Herb Vigran : patron de bar
- Olan Soule : patron de bar
- Vern Rowe : Dawson
- Karl Lukas : peintre
- John Hayes : étranger
- Christina Anderson : Lonnie
- George Kirby : aboiements des chiens de fourrière
- Peter Renaday : acheteur de billet pour le derby de roller
- Paul Sorensen : policier dans la voiture de patrouille
- Liam Dunn : un agent de la fourrière

Sauf mention contraire, les informations proviennent des sources concordantes suivantes : Leonard Maltin, Mark Arnold et IMDb

## Sorties cinéma
Sauf mention contraire, les informations suivantes sont issues de l'Internet Movie Database.
- États-Unis : 17 décembre 1976
- Brésil : 1978
- Allemagne de l'Ouest : 3 mars 1978
- Uruguay : 29 juin 1978 (Montevideo)
- Danemark : 4 août 1978
- Australie : 10 août 1978
- Pays-Bas : 17 août 1978
- France : 23 août 1978
- Espagne : 31 août 1979 (Madrid)
- Finlande : 29 février 1980

## Origine et production
Le titre original fait référence à Quelle vie de chien ! (The Shaggy Dog) réalisé en 1959 par les  studios Disney, dont Un candidat au poil constitue plus ou moins un remake. Mark Arnold considère que c'est une suite de Quelle vie de chien ! mais il précise qu'aucun des acteurs du premier opus ne participe à ce film et que le contraire aurait été agréable.
Il s'agit du dernier film réalisé par Robert Stevenson qui prend ensuite sa retraite. Stevenson était le réalisateur attitré des studios Disney depuis la fin des années 1950 et nombre de ses films ont été nommés aux Oscars : Mary Poppins, Monte là-d'ssus, Après lui, le déluge, L'Espion aux pattes de velours, Un amour de Coccinelle, Fidèle Vagabond, L'Apprentie sorcière, Le Nouvel Amour de Coccinelle et L'Île sur le toit du monde.
C'est la troisième fois que Dean Jones et Suzanne Pleshette participent à une production Disney après Quatre Bassets pour un danois (1966) et Le Fantôme de Barbe-Noire (1968), l'actrice étant entretemps sous contrat pour la télévision dans le Bob Newhart Show (1972-1978) avec Bob Newhart. Pour Jones c'est son premier rôle principal depuis 3 Étoiles, 36 Chandelles (1972), il s'était converti au Christianisme en 1973 et avait fait une pause cinématographique avant de revenir pour ce film et La Coccinelle à Monte-Carlo (1977). La chanson principale du film, The Shaggy D.A. est interprétée par Dean Jones, et composée par Shane Tatum et Richard McKinley. L'acteur Dick Van Patten s'amuse d'avoir participé à sept films Disney [entre 1972 et 1976] et avoir joué sept méchants. Dick Van Patten précise que Keenan Wynn avait déjà joué le rôle de son père dans une série radiophonique. L'actrice Jo Anne Worley avait déjà participé à une production, elle jouait une beatnik dans Un pilote dans la Lune (1962). Hans Conried prenait un accent affecté pour son rôle. Mark Arnold précise que l'acteur Richard O'Brien qui joue ici un officier de bureau est bien la même personne qui a écrit la comédie musicale The Rocky Horror Show (1973). Avant de travailler avec Disney, Iris Adrian a beaucoup joué dans sa jeunesse avec James Cagney. Iris et Benny Rubin avaient travaillé pour le The Jack Benny Program. Peter Renaday avait un rôle de vendeur de ticket pour le match de roller derby mais sa scène a été coupée au montage.
L'acteur Liam Dunn participe à sa dernière production et décède peu après les dernières prises, l'acteur John Fiedler a même été embauché pour réaliser des scènes supplémentaires prévues pour Dunn. Van Patten précise que la scène tournée la veille de sa mort se déroulait au roller derby. Cette information permet de dater le tournage au printemps 1976 en raison du décès de Liam Dunn le 11 avril 1976. L'acteur Michael McGreevey participe à l'un de ses derniers films avant de se réorienter vers une carrière de scénariste et producteur.

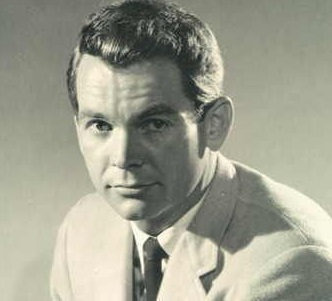
Dean Jones en 1966
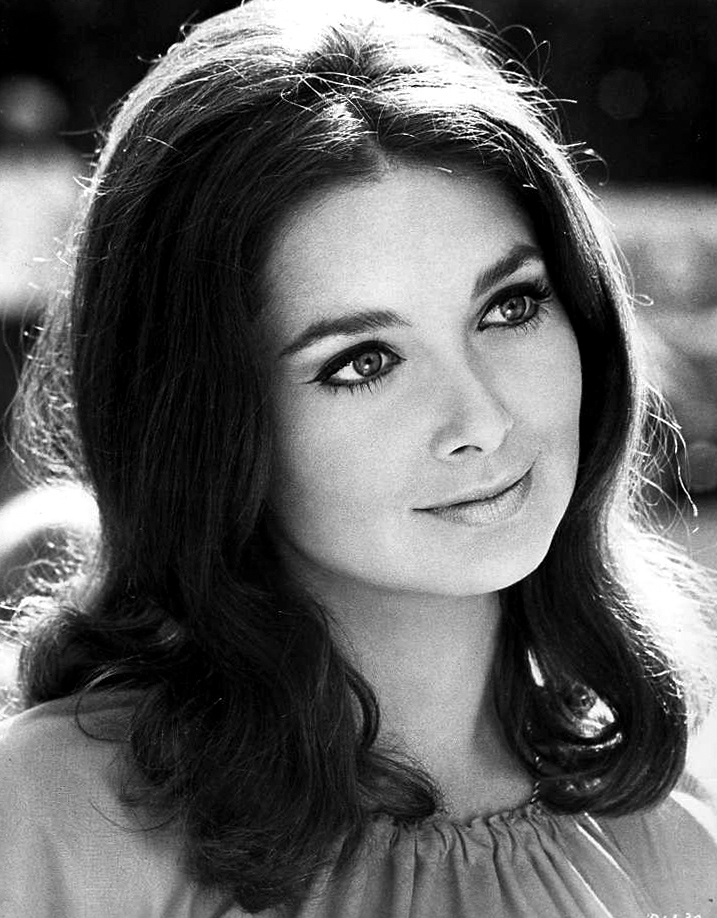
Suzanne Pleshette en 1969.
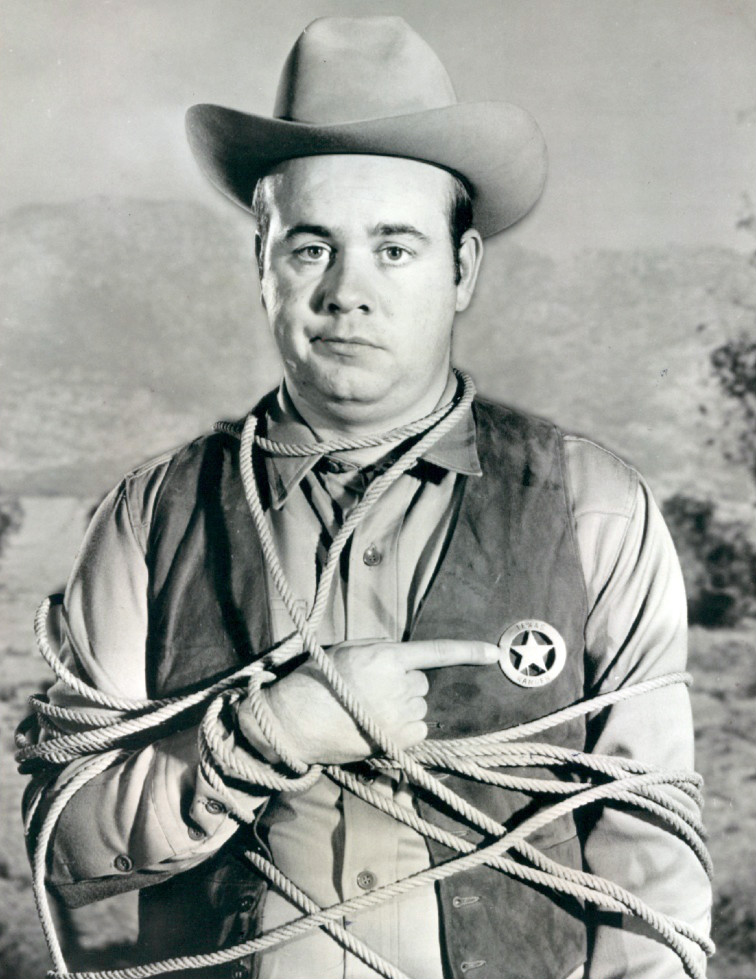
Tim Conway en 1966
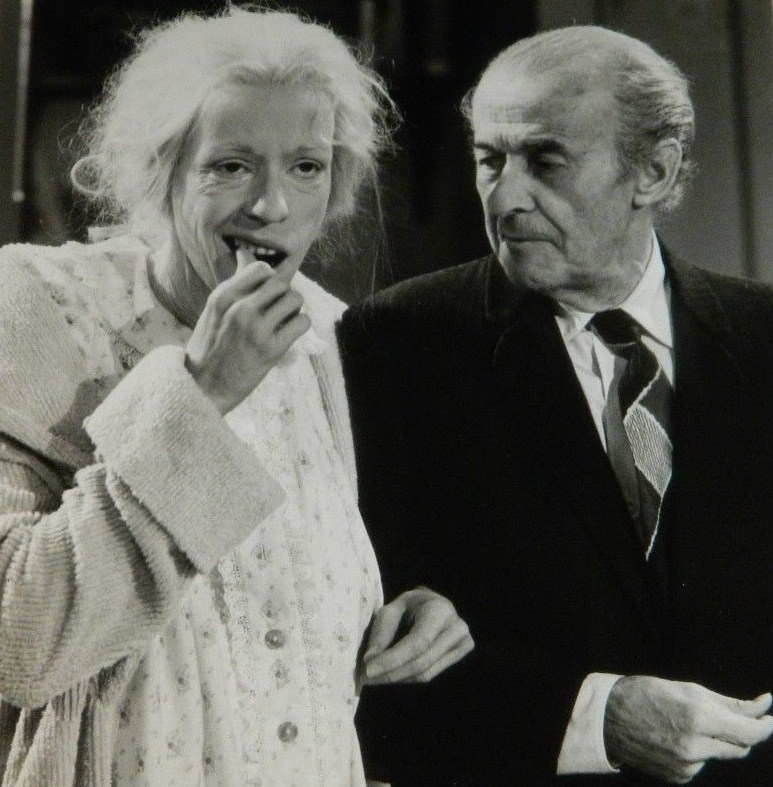
Carol Burnett et Liam Dunn en 1975
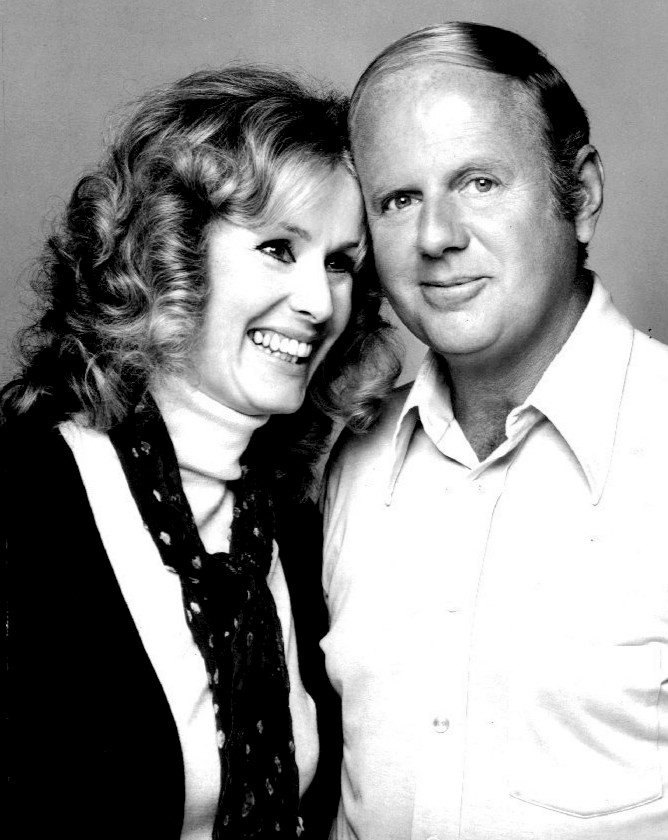
Dick Van Patten et Diana Hyland dans Huit, ça suffit ! en 1977
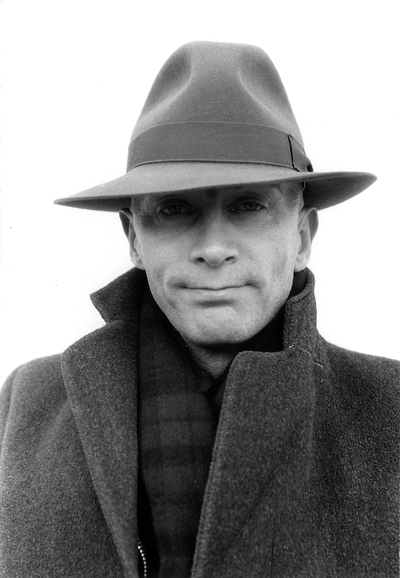
Richard O'Brien

Tim Comway se souvient d'une scène où en plein milieu de la nuit, il était assis dans une chaise à porteur tirée par un chien, en réalité un nain costumé en chien et il avait du mal à le considérait come un animal de compagnie. La scène de bataille avec des tartes à la cerise a été réalisée avec de vraies tartes même durant les quatre jours de répétitions, Conway explique qu'il avait assez de tarte sur lui pour manger trois semaines. Conway a douté d'avoir choisi la bonne carrière après les scènes dans l'usine de peinture et avec les plumes d'oreillers. Dick Van Patten se souvient que les prises de vues débutaient à 7 heures du matin avec le maquillage dès 4h30 et sans répétition. Conway et Van Patten allaient aux courses pendant les pauses et y ont perdu beaucoup d'argent.
Le maquilleur Robert J. Schiffer explique dans un documentaire DVD, que le maquillage pour transformer Dean Jones en chien était très élaborée et nécessitait cinq ou six langues différentes. Les poils provenant d'un ours polaire étaient posaient à la main. La métamorphose prenait entre quatre et cinq heures. Le camion UBC est le même que dans le Un singulier directeur (1971) tandis que le film se déroule dans la ville fictive de Medfield, connue pour son Medfield College où se déroule les films de Flubber et la trilogie Dexter Reilly. Les scènes de roller derby ont été tournée dans une vraie compétition de ce sport à l'Olympic Stadium.

## Sortie et Accueil
Le film est sorti en salle à Noël 1976 en même temps que le remake de King Kong ce qui a ralenti ses performances initiales mais le film a mieux fonctionné après les vacances de Noël et a rapporté des locations de 10,5 millions de dollars aux États-Unis et au Canada.
A. H. Weiler du New York Times écrit : « Naturellement, l'histoire est assez incroyable et alambiquée pour donner à un casting décomplexé de nombreuses occasions de faire le clown pour, malheureusement, un minimum de vrais rires… Malgré tous les événements sportifs, 'Un candidat au poil' se transforme trop souvent en chien pour plus de confort. " Roger Ebert a donné au film deux étoiles et demie sur quatre et l'a qualifié de "l'un des meilleurs efforts récents de Disney." Gene Siskel a décerné trois étoiles sur quatre et l'a déclaré "bien meilleur que la plupart des comédies d'action réelle sorties du studio ces dernières années. Don Tait a en fait écrit un script mignon qui fait rire les adultes dans le public tout en regardant l'inévitable et sans fin pratfalls conçus pour les enfants." Dans Variety, la revue indique que le film "ressemble à un gagnant commercial comparable. Il a tous les éléments d'une comédie douce et ensoleillée que Disney fait le mieux, et il marque un retour au meilleur savoir-faire de studio après quelques image inégale ces derniers temps." Charles Champlin du Los Angeles Times écrit: "'Un candidat au poil' est juste à la sortie de la chaîne de montage, mais c'est toujours la chaîne la plus compétente de son genre. » Gary Arnold du Washington Post qualifie le film de « farce Disney étonnamment vive et divertissante. »  Jill Forbes de The Monthly Film Bulletin l'a qualifié de "mal scénarisé et mal rythmé, et si souvent interrompu par des coups de pied arrêtés (le combat de tartes et la tentative de Tim de faire parler son chien) qu'il ne réussit jamais à exploiter une situation qui est gratuite quand elle n'est pas horrible."
Le film a été diffusé dans l'émission The Wonderful World of Disney le 24 septembre 1978 sur NBC. Puis en 1980 et 1987 avant de faire l'objet d'une suite télévisuelle en 1987 sous le nom The Return of the Shaggy Dog et d'un remake en 2006 avec Tim Allen, Raymond.